# Pastor catalán
El pastor catalán (gos d'atura català en idioma catalán) es una raza de perro propia de Cataluña. Es un perro pastor que se utilizaba sobre todo para vigilar los rebaños durante el día en la zona de los Pirineos y en la zona ocupada por la trashumancia relacionada con esta zona. Este perro se cría en Europa, especialmente en España, Finlandia, Alemania y Suecia.

## Historia
El origen de esta raza de perro pastor es la misma que la de los otros perros de pastoreo de las altas montañas europeas. Provienen de los perros asiáticos llegados a Europa con las invasiones de bárbaros orientales y desperdigados por Europa por los romanos. De esta forma tiene como parientes cercanos el Pastor de los Pirineos o el pastor de bergamasco. Así mismo, en yacimientos como los de Minferri se han encontrado restos de perros de medida y estructura parecidos ya en el neolítico hacia el 2000 a. C. Con todo, no es posible determinar cuando hace que hay exactamente el que ahora se entiende por pastor catalán ya que solo se tienen dibujos de doscientos años que testimonien su existencia.
Dentro de la población heterogénea de perros que vivían en los mismos Pirineos se han podido seleccionar diversos perros que han dado lugar a estándares y razas diferentes como vienen a ser el pequeño pastor de los Pirineos, el mastín de los Pirineos, el perro pastor vasco o el mismo perro pastor catalán. Y dentro de este grupo aún ha sido posible seleccionar subgrupos aislados como  son el perro pastor aranés, el perro pastor cerdano y el perro pastor catalán de pelo corto aunque no tienen ningún reconocimiento oficial.

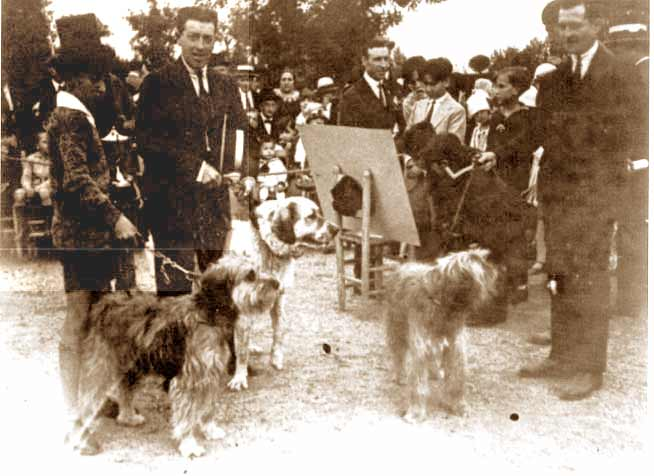
Tac e Iris en la exposición de Barcelona de 1929

En 1919 se reconoció como raza canina española. En 1929 se redactó el primer estándar a partir de dos perros, Tac e Iris, los dos ganadores de un concurso de perros. No obstante, todo esto no pudo frenar la debacle de la raza. Con la llegada del turismo a los Pirineos que es donde se ubicaban más ejemplares de la raza, también llegaron razas foráneas, y el perro pastor catalán se consideró un tipo de perro pequeño infravalorado de toda la vida frente los perros extranjeros que ya llevaban tantas décadas seleccionándolos y mejorándolos, de manera que se fue abandonando y mezclando con otras razas.
Lo que resulta evidente es que faltaba un criador entusiasta y con criterio de que comenzara la cría moderna del perro pastor y mirara de fijar su tipismo. Este criador, padre de la recuperación de la raza, llegó en la persona de Ángel Jorba que, durante la década de los 70, a partir de algún perro encontrado en el Solsonés y el Bergadá, comienza, bajo el afijo Laketània, la cría selectiva rigurosa del perro pastor catalán. La sangre y el tipismo de sus magníficos perros corre por las venas de nuestros perros de hoy y han marcado para siempre la raza. Todos los perros de cría actuales llevan genes de estos dos ejemplares. En 1982 se creó el Club del Gos d'Atura Català, comenzaron a proliferar diversos criadores y en 1982 se redactó un nuevo estándar que es el que sigue en curso.
Actualmente el perro se ha podido extender mucho al comprobarse que no solo sirve para los rebaños sino también para hacer de animal de compañía y se contabilizan más de 4.000 ejemplares. Datos que son a la baja ya que no entren en el recuento los ejemplares que no son de cría especializada que aún hay en las masías ni las variedades de pelo corto y cerdano que se escapan de los cánones actuales fijados por el club para la raza. Por todo esto actualmente se considera que la raza ya está fuera de peligro.

## Carácter
El pastor catalán, ayudante imprescindible de los pastores catalanes actuales, es un típico perro de pastor: fiel, cariñoso, amable, obediente, resistente, ladrador y reservado. Se adapta perfectamente a las diferentes situaciones; desde la comodidad de una vivienda, a las extremas condiciones climatológicas de la alta montaña, y esto lo hace un excelente conductor de rebaños o un perfecto compañero de juegos.

## Características
- De 47 a 55 cm en los machos y de 45 a 53 cm en las hembras.
- Estructura intermedia y altura mediana. Ligeramente más largo que alto, aproximadamente en proporción de 9 a 8.

### Cabeza

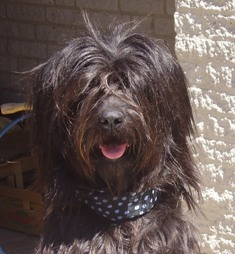
Perro pastor catalán

- Fuerte, ligeramente convexo y amplio de base, sin que resulte pesado, bien proporcionado con el resto del cuerpo. La proporción cranio-morro es de 4 a 3.
- Cráneo: Ligeramente más largo que amplio, con una parte netamente acentuado en su primer tercio, que después se aplana; y el resto, hasta el occipital, forma una cresta. Hueso occipital pronunciado. El perfil superior del cráneo es ligeramente curvado y puede presentar un corto espacio menos acentuado al centro. Las órbitas frontales bien desarrolladas, tanto en sentido longitudinal como transversal. Arcos superciliares bien marcados.
- Depresión fronto-nasal (o stop): Bien visible, pero no muy pronunciada.
- Morro: Recto, más corto que largo, en forma de pirámide truncada y con las aristas redondeadas.
- Nariz: Recta, proporcionada a la cabeza, y siempre negra.
- Labios: Gordos, recogidos, de un corte casi recto, el labio inferior no cae. Intensamente pigmentados de negro. El paladar también es negro.
- Dientes: Fuertes, de buena medida, blancas y sanas. Mordedura en tijera. En alguna ocasión, colmillos despuntados, en los perros que trabajan.
- Ojos: Muy abiertos, expresivos, de mirada viva e inteligente. Redondeados, de color ámbar oscuro y con los párpados envueltos de negro.
- Orejas: De inserción alta, triangulares, finos y acabados en punta. Cartílago de inserción suave y nada grueso, cuelgan enganchadas a la cabeza. Relación de anchura-largo de 8 a 10. Cubiertas de pelos largos que acaban con un flequillo. Móviles. Se aceptan que en perros de trabajo se los corten.

### Cuello
- Vigoroso, sólido, musculoso.
- Un poco corto.
- Con una proporción que le permite una buena movilidad.
- Bien implantado en la espalda.

### Tronco
Ligeramente alargado, fuerte, musculoso, con sensación de fuerza y agilidad.
- Cruz: Destacada.
- Lomo: Línea dorsal recta, nada ensillado, con una ligera elevación en la grupa que siempre es igual, o ligeramente menos elevada que la cruz. A simple vista puede parecer que es más alta la grupa a causa del pelo y subpelo que tiene.
- Grupa: Robusta y musculosa, suavemente inclinada.
- Pecho: Amplio, bien desarrollado, llega a la altura de los codos. Costillaje arqueado, no plano, para obtener una buena capacidad de trabajo.
- Vientre y lados: Vientre ligeramente recogido, con los costados cortos, pero fuertes y bien marcados.

### Miembros delanteros

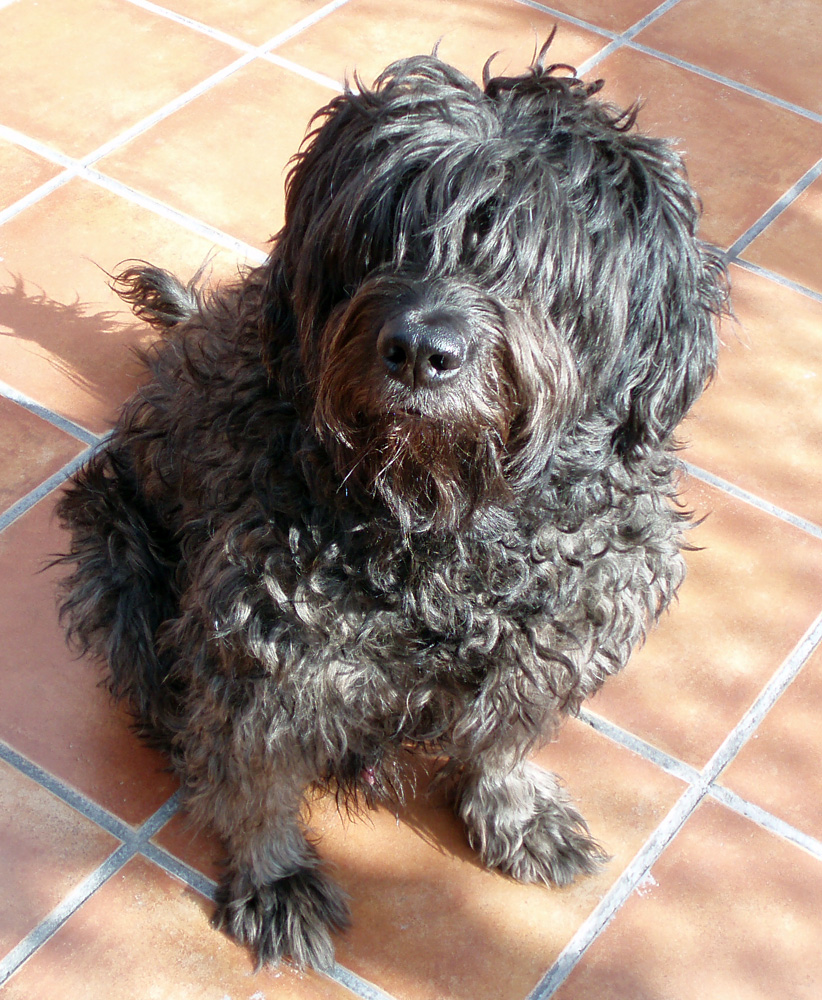
El pastor catalán tiene un tamaño que oscila entre 47/55 cm en los machos y 45/53 cm en las hembras

Las patas delanteras son fuertes, seguras, derechas y bien aplomadas tanto si se miran por delante como de lado.
- Proporciones: La distancia codo-cruz es aproximadamente igual a la del codo-tierra.
- Hombros: Musculosa y fuertes, ligeramente oblicua.
- Brazo: Fuerte y musculoso, con los codos paralelos, ni cerrados ni abiertos, bien enganchados al cuerpo.
- Ángulo escápulo-humeral: Aproximadamente de 110°.
- Antebrazo: Vertical, fuerte, muy adecuado para el trabajo.
- Ángulo humero-radial: Aproximadamente de 135°.
- Carpio y metacarpio: Siguen la misma verticalidad que el antebrazo, y son un poco cortos.
- Pies: Ovalados, bajopies negros y duros. Membranas interdigitales bien manifestadas y cubiertas de abundantes pelaje. Uñas negras y fuertes.

### Miembros posteriores
Fuertes, musculados y bien aplomados, dando sensación de potencia y agilidad.
- Muslos: Largos, amplios y musculosos, con huesos fuertes.
- Ángulo coxo-femoral: Aproximadamente de 120°.
- Piernas: De hueso y músculos fuertes.
- Ángulo fémoro-tibial: Aproximadamente de 120°.
- Tobillos: Más bien bajos. Paralelos y bien aplomados.
- Ángulo del tobillo: Aproximadamente de 140°.
- Metatardos: Más bien cortos, fuerte y vertical al suelo.
- Pies: Iguales a los anteriores, pero presentan un doble acicate con hueso, de inserción baja y unidos entre ellos con el primer dedo del pie mediante una membrana interdigital.

### Marcha
- Suave, típica de los perros de pastor.
- Solo galopan en espacios muy grandes, la cual cosa hace que al «ring» la marcha típica sea el trote corto, como hacen todos los perros con espuelas.

### Piel
- Más bien gruesa.
- Tensa en el cuerpo y cabeza.
- Bien pigmentada.

### Pelo

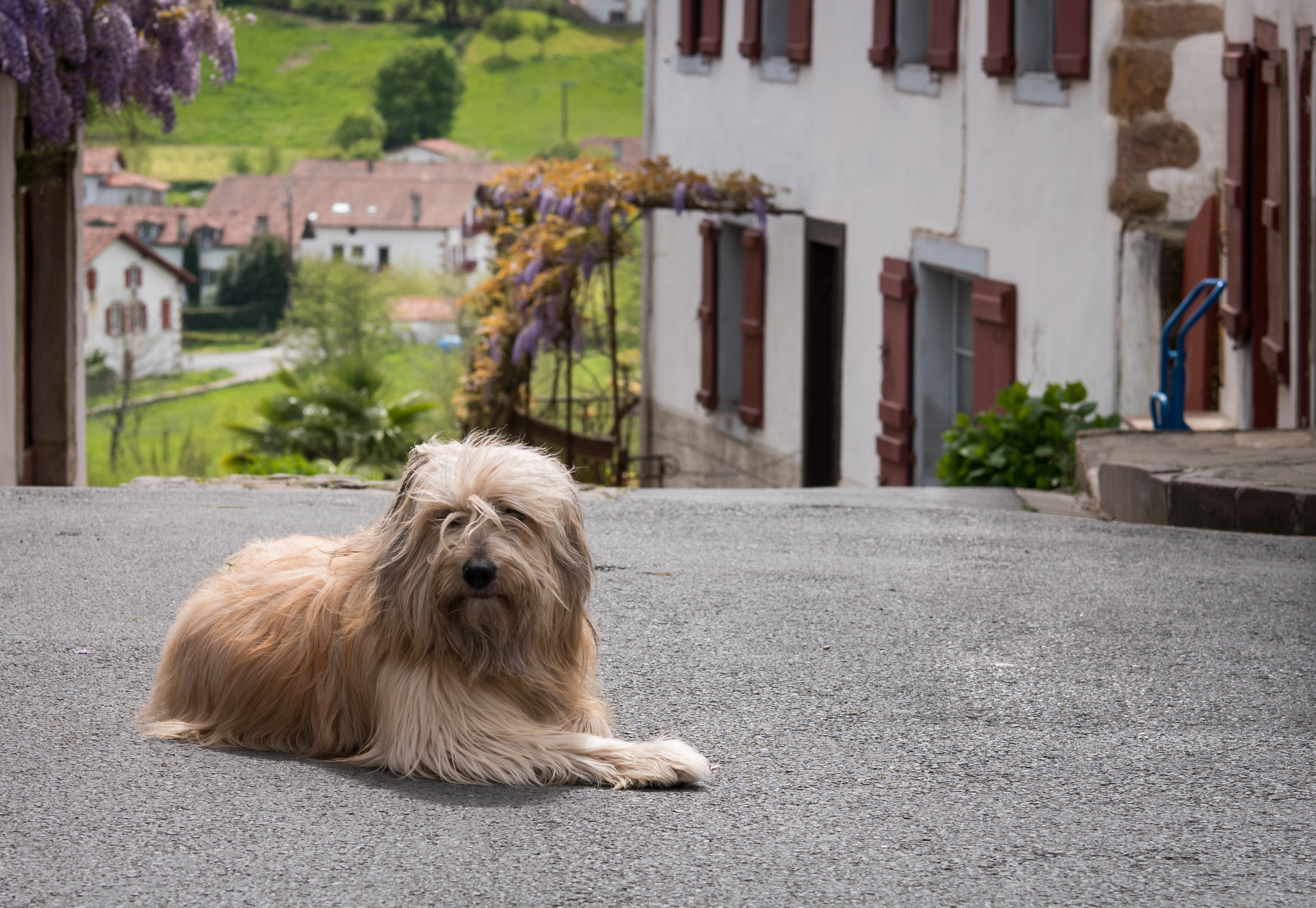
Pastor vasco de la variedad Iletsua, su parecido con el pastor catalán es apreciable.

- Largo, estirado o muy poco rizado.
- Normalmente áspero, en algunos casos liso.
- Subpelo abundante, sobre todo en el tercio posterior.
- En la cabeza tiene barba, bigote, tupé y sobrecejas que permiten ver a los ojos.
- Cola bien provista de pelo, igual que las extremidades.
- Cuando mudan el pelo sucede un fenómeno típico, ya que lo hace en dos tiempos.
  - Durante el primero, se cambia el pelo de la mitad delantera del perro, y da la sensación de que se trata de dos medios perros con pelo diferente.
  - En el segundo tiempo, cambia la mitad posterior y vuelve a igualarse.

### Color
De lejos parecen monocromos, y pueden presentar tonalidades más claras a las extremidades. Vistos de cerca se observa que la coloración viene dada por la mezcla de pelos de diferentes tonalidades: neula, terrizo más o menos rojizo, gris, blanco y negro. Los colores básicos que resultan de la mezcla son:
- Neula: En sus tonalidades clara, mediana y oscura.
- Tierra: Con pelos de color tierra, neula, blancos y negros. Con tres tonalidades clara, mediana y oscura.
- Gris: Formado por pelos blancos, grises y negros, con tonalidades que pueden ir del gris-plateado al gris-negro. Si domina el negro y solo combina con pelos blancos, da un negro con aspecto de escarcha.

También hay ejemplares con mezcla de pelos negros, neula y tierra rojiza que pueden dominar en algunas partes, dando la sensación de ejemplares negro y fuego.
No se admiten las taras negras ni blancas. A veces se toleran unas pequeñas agrupaciones de pelos blancos en forma de estrella pectoral o en la parte superior de los dedos, que en ningún caso no tienen que ir acompañadas de la uña blanca.

### Defectos
Teniendo en cuenta que experimentar y cruzar animales debería parar en algún momento. Los animales no tienen defectos, son los que quieren hacer negocio de ellos

#### Graves
Según los parámetros de "belleza" que hacen sufrir a generaciones de animales que acaban apartados en las perreras. 
- Cabeza plana o sin hendidura.
- Orejas en forma de rosa, mal implantadas, con el cartílago de inserción fuerte, largas o separadas.
- Ojos claros.
- Falta de dos premolares.
- Prognatismo ligero.
- Espalda ensillada.
- Miembros o pies desviados.
- Alguna uña blanca.
- Falta de hueso en las espuelas o espuela simple.

#### Eliminatorias
- Falta de pigmentación en los labios, nariz, párpados o paladar.
- Nariz marrón.
- Ojos azulados.
- Manchas blancas.
- Falta de más de dos premolares o de dos dientes.
- Cola enrollada sobre el lomo.
- Falta de espuelas o de membranas interdigitales.
- Todas las uñas blancas.
- Más de 3 cm por exceso o por defecto, sobre los límites de la altura.
- Cabeza con aspecto de pastor de los Pirineos o briard.
- Prognatismo superior o inferior.
- Ejemplares machos monorquidios o criptorquidios.

## Cultura popular
- La mascota olímpica Cobi, de Barcelona 92.

La mascota olímpica Cobi, de Barcelona 92.

- Einstein, el perro de Doc Brown (durante la década de 1980) en la película Back to the Future es un pastor catalán.
- Cobi, la mascota de Barcelona 92, es un pastor catalán al estilo cubista.
- El Pokémon Greavard toma de inspiración a esta raza de perro.